# KyivNotKiev

Logo da campanha

KyivNotKiev é uma campanha virtual iniciada pelo Ministério das Relações Exteriores da Ucrânia (MFA) em conjunto com o centro de comunicações estratégicas "StratCom Ukraine" em 2 de outubro de 2018. Seu objetivo é persuadir a mídia e organizações de língua inglesa a usar exclusivamente Kyiv (derivado do nome do idioma ucraniano) em vez de Kiev (derivado do nome do idioma russo) como o único nome verdadeiro da capital ucraniana. Faz parte da campanha mais ampla "CorrectUA".
A organização pretende afirmar internacionalmente uma identidade ucraniana e ajudar a difundir as percepções internacionais das relíquias linguísticas do Império Russo e da União Soviética, promovendo o uso exclusivo de transliterações em língua ucraniana para nomes de lugares ucranianos. A campanha é dirigida pelo Departamento de Diplomacia Pública do MFA.
A transliteração Kyiv foi legalmente mandatada pelo governo ucraniano em 1995, e desde então tem tentado tornar Kyiv mais amplamente utilizado no exterior. Em nível internacional, essa transliteração foi aprovada pela Décima Conferência das Nações Unidas sobre Padronização de Nomes Geográficos, mas acabou não causando grande impacto. Antes de 2019, havia poucos casos de organizações mudando para a grafia "Kyiv", porque muitas pessoas fora da Ucrânia não viam a necessidade ou pensavam que a questão era "imposta por nacionalistas de propósito". A eclosão da Guerra Russo-Ucraniana ajudou a encorajar muitos meios de comunicação ocidentais a mudar a ortografia.